# Ramat-Yohanan
Ramat Yohanan (רמת יוחנן) est un kibboutz fondé en 1931 sur le flanc Est de la vallée de Zvouloun.

## Histoire
La majeure partie de ses fondateurs sont natifs du pays, même s'ils sont rejoints peu de temps après par des jeunes nés en Diaspora et arrivés enfants en Israël. Parmi ces derniers, on compte de jeunes gens ayant étudié à Mikvé-Israël, et des jeunes filles issues de Nahalal. Par la suite se joignent au kibboutz un groupe de Juifs originaires des États-Unis. Le kibboutz à sa création compte alors 40 membres et 6 enfants.
En 1932, le kibboutz est nommé Ramat-Hatsafon, puis un peu plus tard Ousha. Les membres du kibboutz refusant cette appellation, rebaptisent alors le kibboutz de son nom actuel : Ramat Yohanan, à la suite d'une aide financière généreuse promulguée par la communauté juive d'Afrique du Sud, en 1935. Ramat Yohanan rappelle le souvenir de Jan ("Yohanan" en hébreu) Smuts, chef du gouvernement sud-africain, fervent adepte de la cause sioniste.
Les principales activités de l'époque sont concentrées dans le reboisement de terrains, la culture de légumes et de céréales, l'élevage de vaches et de poulets. En 1934, se joint le groupe « Planti » issu du mouvement Hashomer Hatzaïr et originaire du kibboutz Beït-Alfa, à la suite d'une mésentente idéologique entre partisans des idées du Mapaï et partisans de celles du Hashomer Hatsaïr. À l'époque sont déjà sur place sept maisons d'habitation, deux salles réservées aux enfants, des étables, des douches, une laverie et deux toilettes communes. C'est à partir de 1940 que le kibboutz se développe d'une manière considérable, avec la construction d'une infirmerie, un centre culturel et un atelier de céramiques.
En 1948, le kibboutz fait face à la dure offensive des Druzes de Syrie.
Dans les années 1960, il compte 400 membres et 200 enfants. Il sert alors de centre de préparation au travail de la terre pour les nouveaux immigrants, principalement originaires d'Amérique du Sud. C'est à cette époque qu'est construite une usine de matière plastique. Dans les années 1970, la situation économique du kibboutz va pour le mieux.
Ramat-Yohanan est connu pour ses activités culturelles et éducatives. Le poète et compositeur Matityahou Shalem y séjourne, ainsi que la chorégraphe Léah Gerstein et les peintres Yitzhak Kéter et Eliézer Halvani. On crée également un atelier d'art dramatique, une troupe de danse et une chorale. Des pédagogues reconnus dans le pays, tels que Yéhouda-Ron Polani, Nehama Lévy-Adelman, Yéhouda Messinger et Haïm Hadoumi professent dans le kibboutz. Aujourd'hui encore, Ramat-Yohanan abritent de nombreux peintres et sculpteurs. Avec ses 650 membres actuels, le kibboutz vit principalement de ses ressources agricoles et de son industrie.